# Alchemilla burgensis
Alchemilla burgensis é uma espécie de rosácea do gênero Alchemilla, pertencente à família Rosaceae.